# Egbert von York

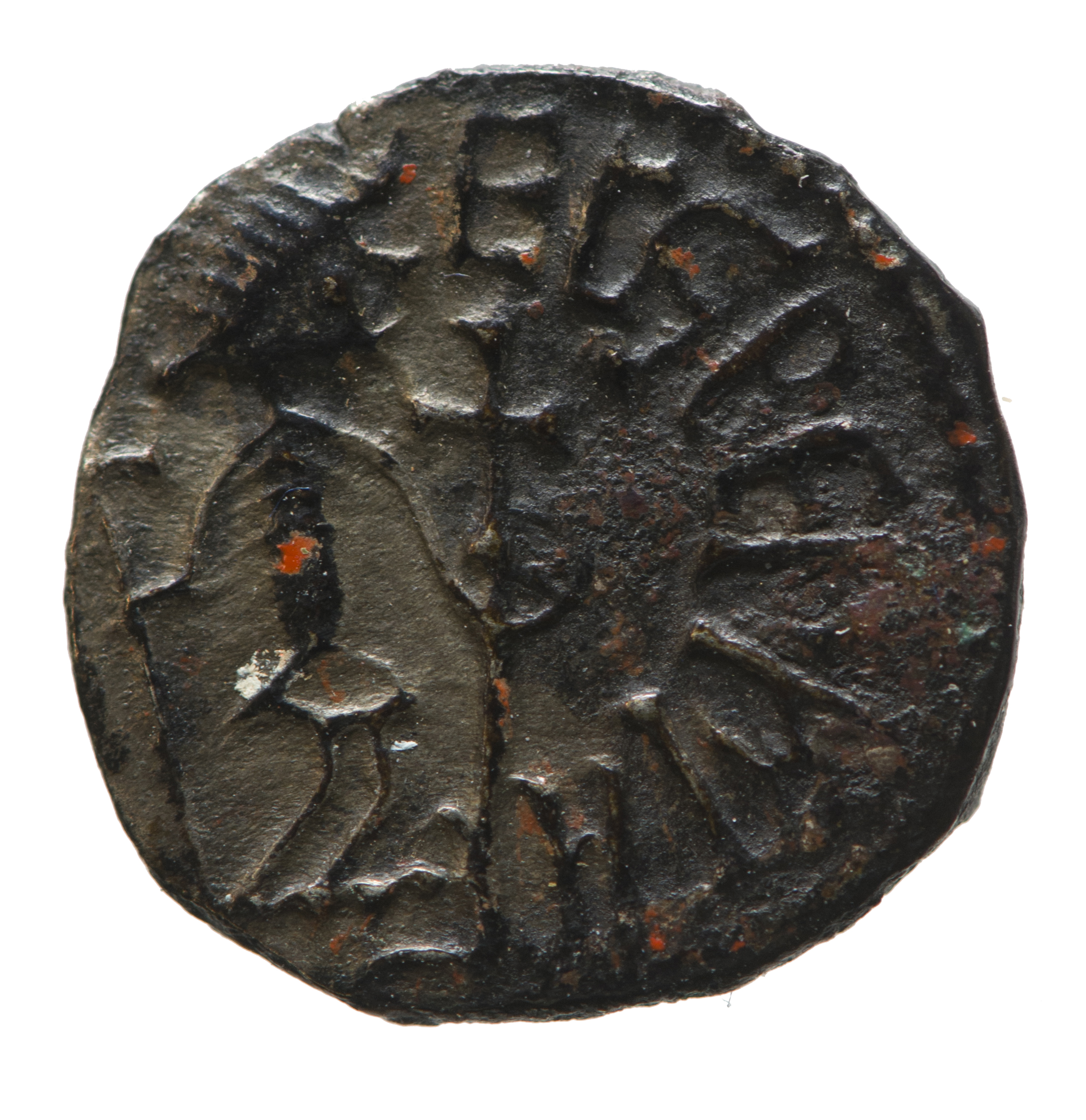
Sceatta Eagberts

Egbert von York (auch Ecgberht oder Ecgbert; * 678 in Northumbria; † 19. November 766 in York) war ein angelsächsischer Mönch und Erzbischof von York. Er wird als Heiliger verehrt.

## Leben
Egbert war ein Familienmitglied der Idingas und Sohn des Eata, über seine Mutter ist nichts bekannt. Er war Vetter von König Ceolwulf von Northumbrien und Bruder dessen Nachfolgers Eadberht, der im Jahre 737 den Thron bestieg und 758 zu Gunsten seines Sohnes Oswulf abdankte. Egbert wurde in einem Kloster in Hexham ausgebildet, trat in York in ein Kloster ein und wurde in Rom in der damaligen Papstkirche San Giovanni in Laterano zum Diakon geweiht. Er wurde 732 durch König Ceolwulf zum Bischof von York ernannt und 734 geweiht. Auf Bitte seines Lehrers Beda Venerabilis bemühte er sich um Wiedererhebung Yorks als Metropolitansitz durch Papst Gregor III. 735 wurde das Bistum York zum Erzbistum erhoben. Egbert konnte York so aus der Unterordnung unter Canterbury lösen. Er war bestrebt, Missstände in Verwaltung und Seelsorge im Bistum zu beseitigen und gründete die Kathedralschule, an der u. a. Alkuin, Liudger und Aluberht studierten sowie eine bedeutende Bibliothek.  
Egbert korrespondierte u. a. mit Bonifatius wegen kirchenrechtlicher Fragen. Beda schrieb kurz vor seinem Tod Egbert 734 einen Brief, in dem er sich mit klösterlichen Fragen und den Problemen großer Diözesen befasste und der als Epistola ad Ecgberhtum episcopum bekannt wurde. Beda forderte Egbert darin auf, die Seelsorge Gregors des Großen zu studieren, und nannte Aidan und Cuthbert als Beispiele für vorbildliche Bischöfe. Im Wesentlichen forderte Beda Egbert in seinem Brief auf, seine Kirche zu reformieren und insbesondere sein Bistum zu teilen, was Egbert faktisch verweigerte. Gemeinsam mit seinem Bruder König Eadberht löste er jedoch einige der kirchlichen Probleme Northumbrias. Die Zusammenarbeit der beiden Brüder war so gut, dass Alkuin in einem Gedicht schrieb: „[Es] waren glückliche Zeiten für das Volk, als König und Bischof in gerechter Eintracht regierten, der eine die Kirche, der König die Geschäfte der Herrschaft.“
Seit den frühen 740er Jahren ließ Egberts Bruder König Eadberht in großen Stückzahlen neue sceattas (Silbermünzen) prägen. Einige Münzen wurden von Eadberht und seinem Bruder Egbert gemeinsam emittiert. Überliefert ist ein Brief von Papst Paul I. an Eadberht und seinen Bruder Erzbischof Egbert aus dem Jahr 757/758, in dem der Papst Eadberht drängt, drei Klöster, die dieser eingezogen hatte, zurückzugeben.
Egbert von York starb an 19. November 766 in York. Er wurde zusammen mit seinem Bruder in einer Grabstelle in der Kathedrale von York begraben. Sein Nachfolger wurde Erzbischof Æthelberht (767–780).

## Werke
Aufgrund seiner Gelehrsamkeit wurde Egbert später von Wilhelm von Malmesbury der Beiname „armarium omnium liberalium artium“ (Schatzkammer aller freien Künste) zugesprochen. Die Egbert zugeschriebenen Werke „Confessionale“ (Buch des Bekenntnisses) und „Poenitentiale“ (Buch der Beichte)" sowie „Excerptiones“ (Auszüge), ein liturgisches Buch, stammen allerdings mit Sicherheit nicht von ihm. Wahrscheinlicher ist seine Urheberschaft für „Excarpsus“ (Auszug), ein Bußbuch und „Dialogus ecclesiasticae institutionis“ (Zwiegespräch über die kirchlichen Einrichtungen), eine Erklärung kirchenrechtlicher Bestimmungen. Das „Pontificale Ecgberhti“, ein liturgisches Buch, dürfte aus dem 10. Jahrhundert stammen.